# Фонари
«Фонари́» (англ. Lanterns) — будущий американский телесериал, основанный на комиксах издательства DC Comics о двух Зелёных Фонарях, Хэле Джордане и Джоне Стюарте. Проект производится компаниями DC Studios и Warner Bros. Television и станет третьим по счёту сериалом медиафраншизы «Вселенная DC». По сюжету Джордан и Стюарт расследуют преступление на Земле. Шоураннер сериала — Крис Манди.
Кайл Чендлер играет Хэла Джордана, а Аарон Пьер — Джона Стюарта; также в проекте снимаются Келли Макдональд и Нейтан Филлион. К октябрю 2019 года Грег Берланти приступил к работе над сериалом о Зелёном Фонаре, а вскоре к команде сценаристов присоединились Сет Грэм-Смит и Марк Гуггенхайм. Вместо Джордана и Стюарта сюжет планировалось сосредоточить на прочих Зелёных Фонарях. После того как Джеймс Ганн и Питер Сафран стали главами DC Studios в октябре 2022 года, сюжет был переработан в историю о Джордане и Стюарте. Об этом было объявлено в январе 2023 года, также стало известно, что проект сосредоточится на детективной истории, вдохновлённой сериалами «Настоящий детектив» (с 2014) и «Медленные лошади» (с 2022). В середине 2024 года подтвердилась информация об участии Манди (а также исполнительных продюсеров Тома Кинга и Деймона Линделофа), а проект заказал телеканал HBO. В октябре DC назначила Джеймса Хоуза режиссёром первых двух эпизодов и выбрала Чендлера и Пьера на главные роли. Съёмки прошли в Лос-Анджелесе с февраля по июль 2025 года.
Премьера сериала «Фонари» состоится на HBO в начале 2026 года, всего будет восемь эпизодов. Проект станет частью первой главы «Вселенной DC» под названием «Боги и монстры».

## Синопсис
Зелёные Фонари — межгалактические герои, которые носят кольца, дающие им необычные способности. В центре сюжета — опытный Фонарь Хэл Джордан и новобранец Джон Стюарт, расследующие убийство в Небраске. По мере расследования им открываются всё более мрачные тайны.

## Эпизоды
В сериале будет восемь эпизодов, первые два из которых снимет Джеймс Хоуз. Сценарий пилотного эпизода написали Крис Манди, Том Кинг и Деймон Линделоф. Другие эпизоды снимут Стивен Уильямс, Гита Васант Патель и Алик Сахаров.

## Актёры и персонажи

### Главные роли
- Кайл Чендлер — Хэл Джордан:
Бывший лётчик-испытатель и легендарный член Корпуса Зелёных Фонарей, который готовится уйти на пенсию[4][1]. При создании персонажа сценаристы вдохновлялись Чаком Йегером в исполнении Сэма Шепарда в фильме «Парни что надо» (1983). Шоураннер Крис Манди посчитал, что Чендлер, помимо сухого остроумия, обладает теми самыми качествами, которые, по мнению создателей сериала, важны для Джордана[1].
- Аарон Пьер[англ.] — Джон Стюарт:
Новобранец среди Зелёных Фонарей, которого Джордан готовит на замену себе[5][1]. По словам Манди, персонаж был одновременно морским пехотинцем и художником, и ему казалось, что Пьер мог бы изобразить оба этих аспекта. Он сказал, что Пьер — «серьёзный театральный актёр, но в то же время он выглядит так, словно его создали в лаборатории, чтобы он мог стать звездой боевиков»[1].
- Келли Макдональд — шериф Керри: женщина, глубоко преданная своей семье и дружному городу[6].
- Нейтан Филлион — Гай Гарднер: грубый член Корпуса Зелёных Фонарей[7]. Филлион описал Гарднера в сериале как «крайне самодовольного» и «самую малость высокомерного» после событий фильма «Супермен» (2025)[8].

### Роли второго плана
- Гаррет Диллахант — Уильям Мейкон: современный ковбой, который скрывает свою «самодовольную» личность за очаровательным фасадом[9].
- Пурна Джаганнатан — Зои: женщина, которая «так же хладнокровна и хитра, как и влиятельные мужчины вокруг неё»[10].
- Ульрих Томсен — Синестро: бывший член Корпуса Зелёных Фонарей, который «безжалостен, но, несомненно, обаятелен». Бывший наставник Хэла[11].
- Николь Ари Паркер — Бернадетт: мать Стюарта[12]. Жасмин Сифас Джонс[англ.] исполняет роль молодой Бернадетт[13].
- Джейсон Риттер — Билли Мейкон: муж Керри и сын Уильяма, который выполняет приказы своего отца[14][15].
- Шерман Огастес — Джон-старший: отец Стюарта[16]. Дж. Альфонс Николсон[англ.] исполняет роль молодого Джона-старшего[17].
- Пол Бен-Виктор — Антаан: инопланетянин, «посвятивший себя раскрытию правды и отмщению тем, кто причинил зло его народу», и вершащий правосудие по-своему[18].

### Приглашённые актёры
- Крис Кой[англ.] — «Уэйлон Сандерс»: нервный водитель грузовика или умный выживший, чьё настоящее имя неизвестно[19]
- Кэри Кристофер[англ.] — молодой Ноа: очаровательный, вежливый и одарённый ребенок из маленького городка[20]

Кроме того, роли в сериале получили Лора Линни и Пола Паттон.

## Производство

### Предыстория
В октябре 2019 года Грег Берланти, продюсер множества основанных на произведениях DC Comics сериалов, объявил о создании сериала о Зелёных Фонарях по заказу стримингового сервиса HBO Max. Берланти ранее участвовал в написании сценария к фильму «Зелёный Фонарь» (2011). В январе 2020 года он заявил, что сериал охватит несколько десятилетий и расскажет две истории о Зелёных Фонарях на Земле и одну — о злодее Синестро в космосе. В октябре того же года HBO Max официально заказал сериал из десяти эпизодов. Марк Гуггенхайм, другой соавтор сценария «Зелёного Фонаря», и Сет Грэм-Смит стали сценаристами сериала, а Грэм-Смит также был назначен шоураннером. В проекте создателям нельзя было использовать двух основных Зелёных Фонарей из комиксов, Хэла Джордана и Джона Стюарта, так как они были зарезервированы для фильмов медиафраншизы «Расширенная вселенная DC». Вместо этого создатели решили исследовать других Зелёных Фонарей из комиксов, таких как Гай Гарднер, Джессика Крус, Саймон Баз, Алан Скотт, Киловог, а также создать специально для сериала новых Фонарей.
В апреле 2021 года стало известно, что сериал планируется сосредоточить преимущественно на Скотте, скрытом гее и агенте ФБР, ставшем первым Зелёным Фонарём на Земле, в 1941 году; и Гарднере, «олицетворении гиперпатриотизма 1980-х годов», а также пришельце-полукровке Бри Джарте, в 1984 году. Роль Гарднера досталась Финну Уиттроку после того, как продюсер Райан Мерфи позволил Берланти поставить «Зелёных Фонарей» выше запланированного второго сезона сериала «Рэтчед» (2020), созданного Мерфи для Netflix. Велись переговоры с потенциальными актёрами на роль Скотта. Сообщалось, что сериал станет самым дорогим в карьере Берланти, а съёмки начнутся позднее в 2021 году. Берланти писал сценарии совместно с Грэмом-Смитом и Гуггенхаймом, все трое были исполнительными продюсерами наряду с Джеффом Джонсом, Сарой Шехтер, Дэвидом Мэдденом и Дэвидом Катценбергом. В команду сценаристов также входил Порнсак Пишетшот. Ранее он был редактором импринта DC Vertigo и одним из руководителей DC Entertainment по делам телевизионного контента. В мае появилась информация о том, что Джереми Ирвин ведёт переговоры о получении роли Скотта, а вскоре он официально получил эту роль. В конце месяца Ли Толанд Кригер получил должность режиссёра первых двух эпизодов. В августе 2021 года Уиттрок заявил, что съёмки начнутся либо в конце того года, либо в начале 2022 года.
В апреле 2022 года Discovery, Inc. и материнская компания Warner Bros. WarnerMedia слились воедино, образовав Warner Bros. Discovery (WBD), главой которой стал Дэвид Заслав. Новая компания собиралась организовать «перестройку» внутри DC Entertainment, и Заслав начал поиски человека, который, аки президент Marvel Studios Кевин Файги, занял бы пост главы новой дочерней компании. В июне Ирвин сказал, что нет никаких чётких планов относительно даты начала съёмок и в производстве ещё предстоит «дождаться, когда звёзды сойдутся». Спустя месяц был вновь подтверждён факт разработки сериала, несмотря на отмену WBD прочих проектов от HBO Max и DC. В октябре того же года стало известно, что Грэм-Смит покинул проект, а история была переработана в сюжет о Джоне Стюарте. В конце того же месяца Джеймс Ганн и Питер Сафран были назначены сопредседателями и главами новообразованной компании DC Studios. Через неделю после вступления в должности они совместно с командой сценаристов начали работу над многолетним планом новой франшизы, получившей название «Вселенная DC» и представляющей собой «мягкую перезагрузку» «Расширенной вселенной DC».

### Разработка
В декабре 2022 года Ганн подтвердил, что Зелёные Фонари будут важной частью «Вселенной DC». 31 января 2023 года они с Сафраном раскрыли подробности первых проектов расписания своей «Вселенной DC», которая начинается с первой главы, получившей название «Боги и монстры». Третьим телевизионным проектом в расписании стал сериал «Фонари», новая итерация находившегося в производстве сериала о Зелёных Фонарях. В данной версии представлены два самых известных Зелёных Фонаря, Хэл Джордан и Джон Стюарт, и Сафран заявил, что проект будет скорее детективной историей, нежели космической оперой, какой её задумывал Берланти. Он также заявил, что сериал станет «большим событием уровня HBO» в стиле сериалов «Настоящий детектив» (с 2014) и «Медленные лошади» (с 2022), а расследование, которое ведут Джордан и Стюарт, приведёт к основному сюжету «Вселенной DC», и потому для Ганна и Сафрана это «очень важное шоу».
В январе 2024 года Деймон Линделоф консультировал создателей сериала, который считался приоритетным проектом для стримингового сервиса Max, преемника HBO Max. В следующем месяце появилась информация об утверждении на должность шоураннера сериала Криса Манди и об участии в проекте Тома Кинга, члена комнаты сценаристов DC Studios, в качестве продюсера. В мае 2024 года Ганн подтвердил причастность к созданию проекта Манди, Кинга и Линделофа. Кинг уже предлагал руководству DC свою идею сериала, а Манди Ганн и Сафран позвали в проект, посмотрев на его опыт работы над криминальной драмой «Озарк» (2017—2022) и четвёртым сезоном «Настоящего детектива». Манди и Кинг вместе приступили к работе над «Фонарями», заручившись поддержкой Линделофа, ранее создавшего мини-сериал «Хранители» (2019), основанный на другом комиксе от DC. Линделоф согласился работать над сериалом из-за своей любви к «Озарку» и комиксам за авторством Кинга.
В следующем месяце телеканал HBO, сестринская компания Max, заказал восемь эпизодов сериала, а данные о назначении Манди шоураннером и исполнительным продюсером подтвердились. «Фонари» стали одним из многих крупнобюджетных сериалов Max, которые WBD решила развивать как оригинальные проекты HBO; тем не менее, сериал всё же будет доступен на сервисе. В сентябре DC Studios приступила к переговорам с возможными режиссёрами пилотного эпизода, среди которых был Стивен Уильямс, работавший совместно с Линделофом над «Хранителями». В октябре должность режиссёра первых двух эпизодов и исполнительного продюсера сериала получил Джеймс Хоуз, снимавший первый сезон «Медленных лошадей». В феврале 2025 года было подтверждено, что Уильямс также выступит режиссёром наряду с Гитой Васант Патель и Аликом Сахаровым, а в следующем месяце исполнительным продюсером стал Рон Шмидт. По словам Сафрана, у сериала, возможно, будет больше одного сезона. Манди же заявил, что сериал будет выделяться среди прочих проектов DC Studios и расскажет законченную историю, но выразил надежду на вероятное расширение до «множества сезонов».

### Написание сценария
К концу мая 2024 года Манди, Кинг и Линделоф закончили работу над сценарием пилотного эпизода и библией сериала. К тому времени DC уже собрала комнату сценаристов для «Фонарей». В неё, помимо уже упомянутых Манди, Кинга и Линделофа, вошли Джастин Бритт-Гибсон, Бреанна Гибсон и Ванесса Баден. Бритт-Гибсон уже ранее работал с Линделофом над фильмом по мотивам франшизы «Звёздные войны». Работа над сценариями завершилась к началу съёмок в феврале 2025 года.
Сериал не экранизирует конкретные сюжетные арки из комиксов, но, по словам Манди, он «пропитан» лором комиксов о Зелёных Фонарях. У главных героев есть кольца и соответствующие им способности, другие аспекты лора фигурируют как минимум в виде отсылок. Однако сериал, в отличие от комиксов, более приземлённый. Манди заявил, что ему было приятно создавать «нечто поистине приземлённое внутри столь огромной, удивительной мифологии. С самого начала мы только и обсуждали, как всё, за что люди любят первоисточник, завернуть в многоуровневую, человечную драму для HBO». Шоураннер хотел, чтобы сериал понравился фанатам и при этом его легко могли смотреть люди, комиксы не читавшие. Ганну понравилась идея того, что сериал будет отличаться по духу от первого фильма «Вселенной DC» «Супермен» (2025) даже несмотря на то, что в обоих проектах фигурирует Зелёный Фонарь Гай Гарднер.

### Кастинг
В декабре 2022 года Ганн опроверг информацию о возвращении Райана Рейнольдса к роли Хэла Джордана, исполненной им в «Зелёном Фонаре». В июле 2023 года Нейтан Филлион получил роль Гая Гарднера в «Супермене». По состоянию на сентябрь 2024 года имелась информация о том, что он вновь сыграет этого персонажа в «Фонарях». В конце августа DC Studios обратилась к Джошу Бролину с предложением сыграть Джордана. Актёр сам хотел получить новую роль на телевидении после закрытия сериала «Внешние сферы» (2022—2024), в котором снимался; кроме того, Бролин играл персонажа DC Comics по имени Иона Хекс в одноимённом фильме 2010 года. Джордан, по замыслу создателей, — грубоватый старший напарник, напоминающий Роджера Мёрто из серии фильмов «Смертельное оружие» в исполнении Дэнни Гловера. В свою очередь на роль Джона Стюарта, которому по сюжету около двадцати лет, DC Studios хотела найти более молодого темнокожего актёра «со свежим лицом». В том случае, если с Бролином не удастся договориться, студия планировала предложить роль Джордана Мэттью Макконахи или Юэну Макгрегору. Вскоре после появления информации о своём возможном участии Бролин отказался от участия в проекте (по словам актёра, «ничего не вышло»), а Макконахи DC даже не рассматривала.
В конце месяца студия вступила в переговоры с потенциальным исполнителем роли Джордана Кайлом Чендлером, а на роль Стюарта рассматривались Аарон Пьер и Стефан Джеймс. Ганн ранее рассматривал Пьера на роль Адама Уорлока в фильме «Стражи Галактики. Часть 3» (2023), и кроме того, тот уже играл Дев-Эма в сериале «Криптон» (2018—2019). В шорт-лист кандидатов также попал Демсон Идрис, но вскоре он выбыл из проекта из-за конфликтов расписаний. В начале октября Пьер, Джеймс и Чендлер пришли на пробы. 9 октября было объявлено, что Чендлер сыграет Джордана, а Пьер — Стюарта. В конце того же месяца Келли Макдональд получила роль шерифа Керри. В ноябре Гаррет Диллахант и Пурна Джаганнатан получили роли Уильяма Мейкона и Зои соответственно, а в январе 2025 года появилась информация о том, что Ульрих Томсен сыграет Синестро. В марте к актёрскому составу присоединились Николь Ари Паркер, Жасмин Сифас Джонс, Шерман Огастес, Дж. Альфонс Николсон и Джейсон Риттер — они сыграли мать Стюарта Бернадетт, молодую версию Бернадетт, Джона-старшего, молодую версию Джона-старшего и Билли Мейкона соответственно; также было подтверждено участие Филлиона. В следующем месяце Крис Кой и Пол Бен-Виктор получили роли «Уэйлона Сандерса» и Антаана соответственно. В конце мая журналист Джефф Снайдер сообщил об участии в проекте Лоры Линни.

### Съёмки
Съёмки стартовали на неделе, начавшейся 17 февраля 2025 года, в Лос-Анджелесе под рабочим названием «Простор» (англ. Latitude). Изначально съёмки должны были проходить с января по июнь 2025 года в Атланте. Для того чтобы перенести производство из Атланты, где снимался «Супермен», в Лос-Анджелес, Ганну с Сафраном пришлось получить от WBD налоговые льготы и заключить определённые договорённости. По словам Сафрана, они были рады проводить съёмки в этом городе и поддерживать местных жителей после лесных пожаров в Южной Калифорнии. Манди отметил, что режиссура Хоуза помогла в точности отразить его видение. Уильямс, Патель и Сахаров снимают остальные эпизоды сериала. К началу мая были завершены съёмки четырёх эпизодов, в том числе тех, которые режиссировал Хоуз. В то же время должны были начаться съёмки третьей и четвёртой серий. По словам Риттера, сюжет сериала «не стоит на месте». К июню 2025 года съёмки были завершены более чем наполовину, и по плану они должны завершиться 1 июля.

## Премьера
Премьера сериала «Фонари» состоится на телеканале HBO и на стриминговом сервисе Max в начале 2026 года. Проект будет состоять из восьми серий. В ноябре 2024 года Ганн упомянул о планах выпустить «Фонарей» примерно в то же время, что и фильм «Супергёрл», выходящий в июне 2026 года. Сериал станет частью первой главы «Вселенной DC» под названием «Боги и монстры».